# Darcy Regier
Darcy John Regier, född 27 november 1956 i Swift Current, Saskatchewan, är en kanadensisk före detta professionell ishockeyspelare som var general manager för NHL–organisationen Buffalo Sabres mellan 1997 och 2013.
Regier spelade 26 matcher i NHL för Cleveland Barons och New York Islanders som back. 